# Обуховский поселковый совет
Обуховский поселковый совет (укр. Обухівська селищна рада) — входит в состав Днепровского района Днепропетровской области Украины.
Административный центр поселкового совета находится в посёлке Обуховка.

## Населённые пункты совета
- пгт Обуховка
- с. Горяновское